# Paul Leyow
Paul Leyow (* um 1970) ist ein jamaikanischer Badmintonspieler. 

## Karriere
Paul Leyow wurde 1990 Zweiter bei den Zentralamerika- und Karibikspielen. 1992, 1993 und 1995 siegte er bei der Carebaco-Meisterschaft, 1995 ebenfalls bei den Puerto Rico International. 1990 und 1994 startete er bei den Commonwealth Games. Bei der Panamerikameisterschaft 1991 gewann er Bronze im Doppel und im Mixed.

## Sportliche Erfolge
| Saison | Veranstaltung                     | Disziplin    | Platz | Name                            |
| ------ | --------------------------------- | ------------ | ----- | ------------------------------- |
| 1990   | Zentralamerika- und Karibikspiele | Herrendoppel | 2     | George Hugh / Paul Leyow        |
| 1992   | Carebaco-Meisterschaft            | Mixed        | 1     | Paul Leyow / Terry Leyow-Walker |
| 1993   | Carebaco-Meisterschaft            | Mixed        | 1     | Paul Leyow / Terry Leyow-Walker |
| 1993   | Carebaco-Meisterschaft            | Herrendoppel | 1     | Roy Paul Jr. / Paul Leyow       |
| 1995   | Carebaco-Meisterschaft            | Mixed        | 1     | Paul Leyow / Terry Leyow-Walker |
| 1995   | Carebaco-Meisterschaft            | Herrendoppel | 1     | Roy Paul Jr. / Paul Leyow       |
| 1995   | Puerto Rico International         | Damendoppel  | 1     | Roy Paul Jr. / Paul Leyow       |